# Mesocletodes irrasus
Mesocletodes irrasus är en kräftdjursart som först beskrevs av T. Scott och A. Scott 1894.  Mesocletodes irrasus ingår i släktet Mesocletodes och familjen Argestidae. Arten är reproducerande i Sverige. Inga underarter finns listade i Catalogue of Life.